# Arago de Sète
Arago de Sète ist ein französischer Volleyball-Verein aus Sète, dessen Männer der ersten französischen Liga (Pro A) spielen.
Arago de Sète wurde 1953 gegründet. Von Anfang an wurde großer Wert auf die Jugendarbeit gelegt. Die Männer spielen seit 1967 in der Pro A Liga. Seit Mitte der 1980er Jahre spielt man in der Spitzengruppe mit und nahm auch elfmal am europäischen CEV-Pokal teil. Größter Erfolg war der Gewinn des Französischen Pokals 1988. 2012/13 spielt Arago de Sète erstmals in der Champions League.